# Eric Blom
Eric Blom (20 sierpnia 1888 w Bernie, zm. 11 kwietnia 1959 w Londynie) – muzykolog i leksykograf angielski pochodzenia szwajcarskiego, wydawca Grove Dictionary of Music and Musicians (1954) i czasopisma Music and Letters (1937–1950), autor m.in. Everyman's Dictionary of Music (1958).

## Odznaczenia
- Order Imperium Brytyjskiego